# Sisyrinchium binervatum
Sisyrinchium binervatum är en irisväxtart som beskrevs av Pierfelice Ravenna. Sisyrinchium binervatum ingår i släktet gräsliljor, och familjen irisväxter. Inga underarter finns listade i Catalogue of Life.